# 新聖麗塔 (南里奧格蘭德州)

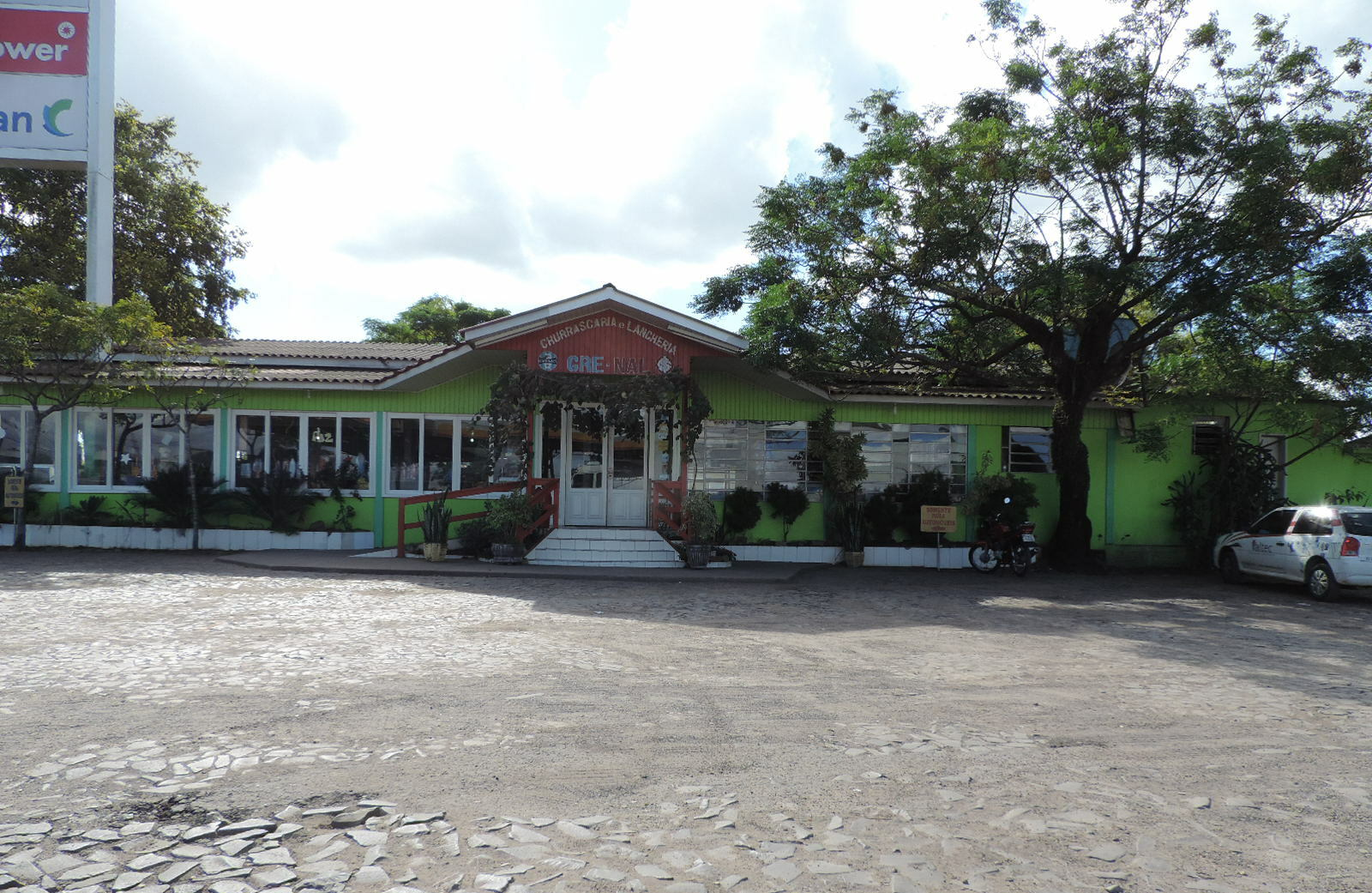
新聖麗塔

29°51′25″S 51°16′26″W / 29.85694°S 51.27389°W
新聖麗塔（葡萄牙語：Nova Santa Rita）是巴西的城鎮，位於該國南部，由南里奧格蘭德州負責管轄，始建於1992年3月20日，面積218平方公里，2010年人口22,706，人口密度每平方公里104.22人。